# Die Herzogin von Malfi (Oper)
Die Herzogin von Malfi ist eine Oper von Torsten Rasch nach dem gleichnamigen Drama von John Webster. Das Libretto schrieb Ian Burton. Das Auftragswerk der English National Opera wurde am 13. Juli 2010 von der innovativen Theatergruppe Punchdrunk in verschiedenen Räumen eines Lagerhauses der Londoner Docklands uraufgeführt. Die Deutsche Erstaufführung fand am 23. März 2013 im Opernhaus Chemnitz statt. Erstmals ist dann der ursprüngliche Schluss zu sehen, der in London aus technischen Gründen nicht verwirklicht werden konnte. Musikalische Motive aus der Oper hat der Komponist zu einer Konzertsuite unter dem Titel Das Haus der Temperamente verarbeitet, die am 17. April 2013 im Sinfoniekonzert der Robert-Schumann-Philharmonie Chemnitz uraufgeführt wurde.

## Handlung
Die Herzogin von Malfi, eine junge, vor kurzem verwitwete aragonische Adlige, hat zwei Brüder: ihren Zwillingsbruder Ferdinand, den Herzog von Kalabrien, und ihren älteren Bruder, den Kardinal von Aragon. Sie haben ihrer Schwester aus nicht näher genannten Gründen ausdrücklich verboten, wieder zu heiraten. Allerdings scheint dieses Verbot zumindest bei Ferdinand auf eine verborgene inzestuöse Leidenschaft für seine Schwester zurückzugehen. Die Brüder platzieren Daniel de Bosola, einen gerade aus dem Gefängnis entlassenen Auftragsmörder, im Dienst der Herzogin. Anfangs soll er im Auftrag der Brüder bei der Herzogin spionieren, aber schließlich wird er zum Henker
der jungen Frau.

### 1. Teil
1. Szene: Einleitung durch das Orchester
2. Szene: Am Hof von Malfi: Der Hofstaat vergnügt sich beim Tanz. Bosola stellt dem Publikum seine Auftraggeber, die Brüder der Herzogin, vor und beschreibt ihre verdorbenen Charaktere. Im Gegensatz dazu preist er die Anmut der Herzogin. Die Brüder beschwören ihre Schwester, nicht wieder zu heiraten. Ferdinand geht gar so weit, sie für den Fall einer neuen Ehe mit dem Tod zu bedrohen. Die Herzogin antwortet stoisch: „Ich werde nicht heiraten.“
3. Szene: In den Gemächern der Herzogin: Sie heiratet heimlich ihren Haushofmeister Antonio. Cariola, die Kammerzofe der Herzogin, ist Zeugin der Zeremonie, die dadurch rechtlich bindend wird.
4. Szene: Julia, eine Kurtisane am Hof von Malfi, ist die Mätresse des Kardinals. Sie betrauert die Vergänglichkeit und ihre Einsamkeit.
5. Szene: Neun Monate später, am Hof von Malfi im Garten: Bosola vermutet, dass die Herzogin schwanger ist. Er animiert sie, von den Aprikosen zu essen, die er mitgebracht hat. Gierig verschlingt sie die Früchte. Bald danach setzen die Wehen ein.
6. Szene: In den Gemächern Julias: Sie erhält Besuch vom Kardinal, der sie mit drohendem Unterton seiner Zuneigung versichert.
7. Szene: 
Im Schlafzimmer der Herzogin: Ein verliebt-neckisches Versteckspiel mit Antonio. Der Herzogin ist nicht bewusst, dass nach einer Weile Antonio das Zimmer verlassen hat und nun Ferdinand heimlich in ihre Gemächer eingedrungen ist – ohne zu wissen, wer ihr Liebhaber oder Ehemann ist. Rasend vor Wut steht er vor ihr und bedroht sie und ihren Liebhaber, wer auch immer er sei, mit dem Tod. Die Herzogin fleht ihren Bruder um Verständnis für ihre Jugend an: Sie möchte nicht wie eine Reliquie in einem Schrein verschlossen sein. Ferdinand lässt sich nicht erweichen und geht mit dem Schwur, seine Schwester nie wieder zu sehen.
8. Szene: Ferdinand allein: Er ist hin- und hergerissen zwischen der Liebe zu seiner Schwester und seinem Wahn, sie zu töten. Erste Anzeichen seiner lykanthropischen Krankheit werden deutlich.
9. Szene: Im Zeitraffer verstreichen vier Jahre, in denen die Herzogin zwei weitere Kinder Antonios zur Welt bringt. Ihre Situation am Hof von Malfi wird unerträglich. Das Paar und die Kinder fliehen nach Ancona. Der Kardinal erreicht durch seinen Einfluss, dass sie von dort verbannt werden. So fliehen sie weiter nach Loreto, zum Schrein Unserer Lieben Frau. Die weltliche Macht des Kardinals wird in einer rituellen Handlung deutlich, in der sein Ornat durch eine Rüstung ersetzt wird.

### 2. Teil
10. Szene: Am Hof von Malfi: Unentschlossen und einsam sitzt Julia in ihren Gemächern.
11. Szene: Bosola, begleitet von Soldaten, dringt in die Herberge der Herzogin in Loreto ein und nimmt sie gefangen. Antonio und das älteste Kind können fliehen. Die Herzogin, ihre beiden jüngsten Kinder und Cariola werden zurück nach Malfi gebracht.
12. Szene: Bosola sucht die Gemächer Julias auf. Er hat die Absicht, mehr über die Machenschaften des Kardinals und dessen seltsame Gemütswandlungen zu erfahren – er weiß, dass Julia die Mätresse des mächtigen Mannes ist. Er glaubt, dass der Kardinal seine Dienste für mehr als nur Spionage in Anspruch nehmen will. Julia ist einerseits hingerissen von Bosolas männlichem Wesen, andererseits klagt sie ihn an, ihr ein geheimes Liebespulver verabreicht zu haben, und bedroht ihn mit einer Pistole. Bosola entwaffnet sie, und die beiden geben einander hin.
13. Szene: Ferdinand hat eine Verabredung mit seiner Zwillingsschwester, allerdings in absoluter Dunkelheit, da er ja früher geschworen hat, sie niemals wiederzusehen. Sie glaubt, er wolle sich mit ihr versöhnen, als er ihr eine Hand reicht. Doch es ist die Hand eines Toten mit Antonios Hochzeitsring. Dazu erscheinen Wachsfiguren, die die Herzogin als die Leichen ihrer Kinder wahrnimmt. In ihrer Verzweiflung über den vermeintlichen Tod ihrer Familie will sie nicht mehr leben. In Bosola, der dies alles beobachtet und auch bei der 'Installation' der Folter geholfen hat, regt sich Bedauern.
14. Szene: In den Gemächern des Kardinals: Er gibt Bosola den Auftrag, die Herzogin zu beseitigen. Nachdem Bosola die Zimmer verlassen hat, erscheint Julia und versucht den Grund für die düstere Stimmung des Kardinals zu erfahren. Der gibt schließlich zu, dass in seinem Auftrag die Herzogin und ihre Kinder ermordet werden sollen. Er lässt Julia mit einem Kuss auf die Bibel schwören, zu schweigen wie ein Grab. Das Buch war vergiftet. Julia stirbt.
15. Szene: Ferdinand wird wahnsinnig. Wieder und wieder stellt er sich vor, wie er seine Schwester töten wird. Der Wahnsinn scheint ihn in einen Werwolf zu verwandeln.
16. Szene: In den Gemächern der Herzogin: Ferdinand kommt mit einer Horde Verwirrter, die er aus dem Irrenhaus frei gelassen hat, um seine Schwester in den Wahnsinn zu treiben. Die Herzogin bleibt aber vollkommen unbewegt – sie scheint mit ihrem Leben abgeschlossen zu haben.
17. Szene: Bosola erscheint verkleidet als alter Mann und eröffnet ihr, er sei derjenige, der ihr Grab bereiten werde. Die Herzogin heißt ihren Tod willkommen; sogleich sind Henkersknechte da, die sie erwürgen. Auch die Kinder und Cariola werden getötet. Ferdinand hat alles beobachtet und bittet Bosola, das Gesicht seiner Schwester zu verhüllen. Schließlich erwacht Bosolas Gewissen. Anklagend sieht er das vergossene Blut aufsteigen und den ganzen Himmel bedecken.
18. Szene: Der Kardinal kommt, um die Früchte seiner teuflischen Machenschaften zu begutachten. Bosola tötet ihn, Ferdinand ersticht Bosola, doch der kann im Sterben auch Ferdinand noch einen tödlichen Hieb versetzen. Sterbend wird Ferdinand ebenfalls von Reue gepackt.

## Musikalische Höhepunkte
- „Liebes-Arie“ der Herzogin in der 3. Szene
- Duett Hide & Seek zwischen den Geschwistern in der 7. Szene
- „Lykanthropie-Arie“ Ferdinands in der 15. Szene
- „Madmens Ball“ in der 16. Szene
- Tod der Herzogin in der 17. Szene
- Große Klage Ferdinands in der 18. Szene